# Michel Deutsch (Mediziner)
Michel Deutsch (* 6. Oktober 1868 in Schoenenbourg; † 2. März 1953 in Soultz-sous-Forêts) war ein französischer Arzt, Philanthrop, Dichter und Dramatiker.

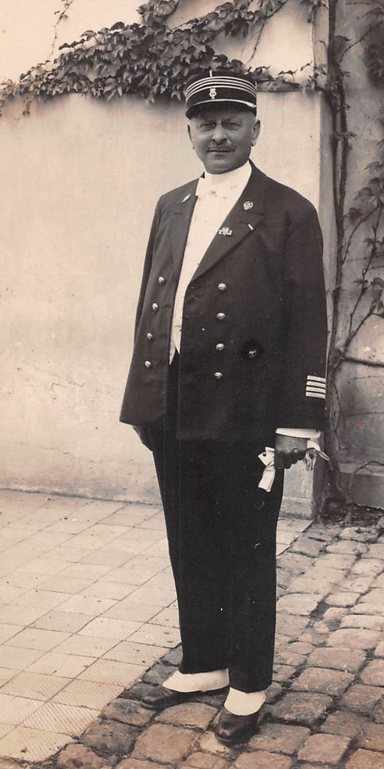
Dr DEUTSCH avec son uniforme de la Concordia de Soultz-sous-Forêts

## Leben
Seine Eltern waren Émile Deutsch und Anne Noiret, die aus der Gegend von Würzburg stammten. Er ging in Matzenheim und Bitche zur Schule und besuchte das Gymnasium in Wissembourg. Er studierte Medizin an der Universität Straßburg und wechselte später an die Universität Würzburg. 1891 promovierte er über die  „Die Schädeldeformation und die Schädelformen auf Vancouver Island im Anschluss an die Beschreibung zweier deformierten Schädel von dieser Insel“. Diese Arbeit wird noch heute als historisches Beispiel zitiert. 1900 veröffentlichte er sein erstes Epos in Versen „Walhallanenklänge“. Bis 1895 arbeitete er im Krankenhaus von Würzburg, danach kehrte er in seine Heimat zurück und ließ sich als Kantonsarzt in Soultz-sous-Forêts nieder. Zunächst wohnte und praktizierte er im Amtsgebäude, dem ehemaligen Schloss des Barons Bode, heute durch den Supermarkt auf dem Place du Général de Gaule ersetzt, und später in der Rue du Dr Michel Deutsch, heute durch das Centre Culturel ersetzt. 

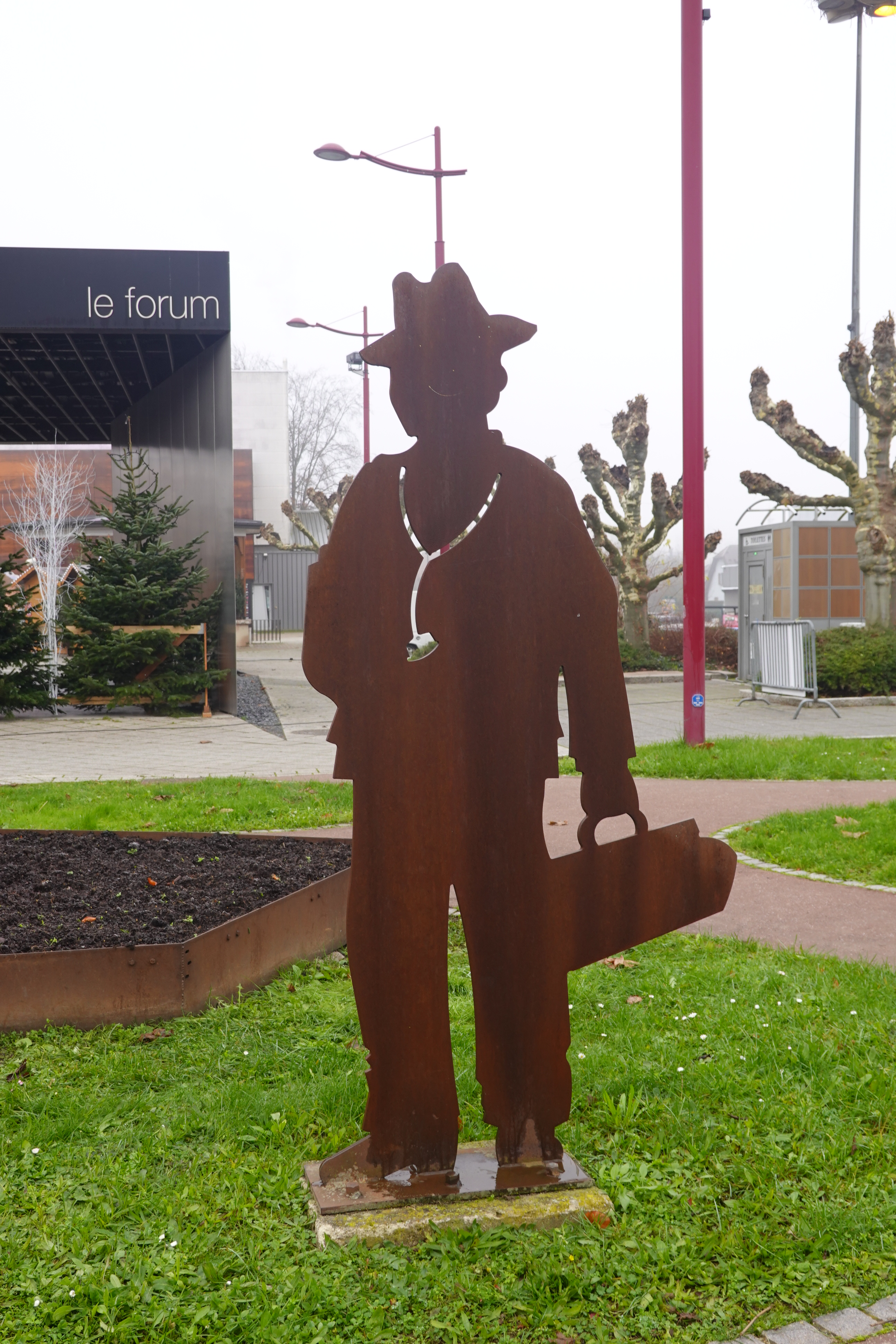
Denkmal Dr Michel Deutsch in Soultz sous Fôret

Hier erwarb er sich seinen Ruf als Philanthrop. Zu dieser Zeit gab es nur eine rudimentäre Krankenversicherung für die einfachen Leute, das Elsass war Teil des Deutschen Reiches. Er behandelte alle Patienten, wenn sie kein Geld hatten, auch kostenlos. Insbesondere Witwen und Waisen behandelte er ohne Bezahlung. Er praktizierte mehrere Jahrzehnte im selben Ort und kannte die Familiengeschichten seiner Patienten gut. In einer Zeit, in der Diagnose mehr vom Wissen und  Können des Arztes als von Labordiagnostik abhing, war er als Mediziner hoch angesehen.
Neben seiner Tätigkeit als Mediziner schuf er weiter literarische Werke in deutscher Sprache. Zunächst Theaterstücke nach biblischen Motiven, wie „Saul der König“,  „Absalon“, „Herzog Boleskas“. Dann Lustspiele im elsässischen Dialekt wie „D’r Rotschriewer von Hawenau“ (Der Ratschreiben von Haguenau), „D’gross Trummel isch Trumppf“ (Die große Trommel ist Trumpf),  „Wie d’r grosse Seppl sine Schwejervadder kuriert hat“, „Wie d’r grosse Seppl sine Schwejervadder s’hierote vertriewe hat“, „D’amerikanisch Erbschaft“. Die Lustspiele werden bis heute von Laienbühnen im Elsass aufgeführt. Dazu kamen Gedichtsammlungen auf Elsässisch wie „Elsässerland“,  „Aus den Tagen des Abends“, „Landdoktors Sinnen und Minnen“ und „Mären aus Elsassland und anderes“ in Prosa.
Der Dramaturg Michel Deutsch ist sein Enkel.

## Ehrungen
- 1948 wurde er zum Ritter der Ehrenlegion ernannt.
- In Schoenenbourg, Soultz-sous-Forêts und Betschdorf sind Straßen nach ihm benannt.